# こねり
こねりは、大分県や熊本県の郷土料理。ナスとニガウリ（ゴーヤー）を炒め、水溶き小麦粉でとろみをつけた炒め料理である。大分県国東地方ではオランダと呼ばれる。

## 概要
夏季に収穫期を迎え、大量に収穫されるナスとニガウリを効率よく食べるために考案された料理といわれる。あっさりしたナスと、苦みのあるニガウリの組み合わせは、食欲が低下しがちな夏季にも食べやすい料理である。ご飯にかけて食べることもある。また、ナスのみ、ニガウリのみで作られることもある。
「こねり」という名は、小麦の「粉」を加えて「練って」仕上げることに由来するとも、「こねる」ことに由来するともいわれる。
国東地方でのオランダという名前の由来は不明である。炒めるときに大きな音がすることから、大分弁で「叫んだ」という意味の「おらんだ」という名が付いたものとの説や「オランダ」はゴマ油などを使って若干洋風にした料理に付けられる名であるという説もある。
『美味しんぼ』の日本全県味巡りの大分編（単行本第71巻収録）では、この料理が取り上げられている。

## 作り方
1. ニガウリとナスを一口大に切り、多めの油を引いたフライパンで炒める。
2. 材料に火が通ったら、だし汁を加え、味噌で味を調える。
3. 水で溶いた小麦粉を加え、とろみをつける。